# Acidosasa
Acidosasa – rodzaj roślin z rodziny wiechlinowatych (Poaceae). Obejmuje 11 gatunków występujących w południowych Chinach i w Wietnamie.

## Systematyka
Pozycja według APweb (aktualizowany system APG III z 2009)
Rodzaj z plemienia Bambuseae i podrodziny bambusowych (Bambusoideae) z rodziny wiechlinowatych (Poaceae) należącej do rzędu wiechlinowców (Poales) w obrębie jednoliściennych.
Wykaz gatunków
- Acidosasa breviclavata W.T.Lin
- Acidosasa brilletii (A.Camus) C.S.Chao & Renvoize
- Acidosasa chinensis C.D.Chu & C.S.Chao ex Keng f.
- Acidosasa chinouensis (T.H.Wen) C.S.Chao & T.H.Wen
- Acidosasa edulis (T.H.Wen) T.H.Wen
- Acidosasa guangxiensis Q.H.Dai & C.F.Huang
- Acidosasa lingchuanensis (C.D.Chu & C.S.Chao) Q.Z.Xie & X.Y.Chen
- Acidosasa nanunica (McClure) C.S.Chao & G.Y.Yang
- Acidosasa notata (Z.P.Wang & G.H.Ye) S.S.You
- Acidosasa purpurea (Hsueh & T.P.Yi) Keng f.
- Acidosasa venusta (McClure) Z.P.Wang & G.H.Ye ex C.S.Chao & C.D.Chu